# Filippo Inzaghi
Filippo "Pippo" Inzaghi (Piacenza, provincia de Piacenza, 9 de agosto de 1973) es un exfutbolista italiano y actual entrenador. Actualmente dirige al Palermo de la Serie B. 
Comenzó su carrera en el equipo de su tierra, el Piacenza Calcio, con el que debutó como profesional en 1991. Dicho club le cedió dos veces, hasta que fue transferido al Parma en 1995. La siguiente temporada militó en el Atalanta donde se convirtió en capocannoniere y fue fichado por la Juventus en 1997, donde obtendría el reconocimiento del calcio italiano. En el club turinés ganó la Supercopa en 1997 y la Serie A en 1998.
Con la selección de fútbol de Italia participó en tres Mundiales y en una Eurocopa, coronándose como campeón del mundo en 2006 tras vencer a Francia. Filippo Inzaghi es, tras Raúl González, Karim Benzema, Robert Lewandowski, Lionel Messi y Cristiano Ronaldo, el sexto máximo goleador en competiciones europeas con 70 goles. Además, es el máximo anotador del Milan en competiciones internacionales, con 43 tantos. También tiene el récord de hat-tricks en la Serie A con 10.
Es hermano mayor del también exfutbolista Simone Inzaghi.

## Trayectoria como jugador

### Inicios (1991-1995)
Nació en Piacenza el 9 de agosto de 1973 y debutó en el club de su ciudad de nacimiento, el Piacenza Calcio. Su hermano Simone (actualmente entrenador del Al-Hilal F. C.), también es jugador de fútbol. Tras pasar por varios clubes como el Albinoleffe, el Hellas Verona, recaló en el Parma.

### Parma Associazione Calcio (1995-1996)
En la temporada 1995 el Parma decidió comprar a Inzaghi al Club Piacenza.
El entrenador del Parma, Nevio Scala, mostró desde un inicio confianza en Inzaghi, proporcionándole la titularidad.
En la apertura del mercado en 1996, el Napoli realiza una rápida oferta para adquirir a Inzaghi en préstamo con opción de compra. Pero la familia Tanzi, propietaria del Parma, decide bloquear el traspaso y retener a Inzaghi en el Club Parmesano.

### Atalanta Bérgamo Calcio (1996-1997)
En la temporada 1996 el presidente del Atalanta hace una fuerte oferta al Parma para adquirir a Inzaghi, después de un partido en Verona.
En Bérgamo, entre la directiva y la afición, Inzaghi encontró el ambiente ideal para rendir al máximo. En esa temporada 1996-1997 Inzaghi se convirtió en el Capocannoniere de la serie A con 24 goles, mostrando sus grandes dotes de atacante rápido, veloz, oportunista y fuerte de cabeza.
En esta temporada le anotó gol a 15 de las 18 escuadras de la Serie A, (a excepción de Parma y Udinese), igualando el récord de Michel Platini del Campeonato 1983-1984 (quien también le anotó gol a 15 escuadras de la Serie A). La temporada 1996-97 la finalizó con Inzaghi en la mira de los directivos de la Juventus.

### Juventus Football Club (1997-2001)

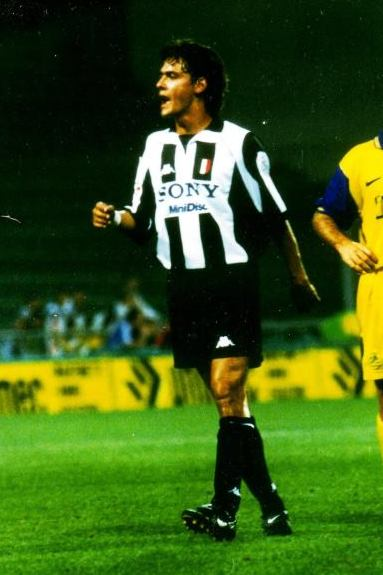
Filippo Inzaghi en la Juventus de Turín (1997)

En el verano de 1997, la Juventus fichó a Filippo Inzaghi por 20 millones de liras debido a su excelente temporada 1996-1997 en donde fue el goleador máximo. Su primera temporada en Turín comenzó con escepticismo hacia él. A pesar de ello, Inzaghi anotó 18 goles en Serie A y seis en Liga de Campeones. Esa temporada ganó la Supercopa de Italia derrotando al Vicenza 3-0 con doblete de Inzaghi en su debut con la escuadra bianconera y el Scudetto en un duelo apasionante con el Inter. En la Champions League, sin embargo, la Juventus perdió la final en Ámsterdam ante el Real Madrid.
La temporada 1998/99 comenzó mal para la Juventus, con la grave lesión de Alessandro Del Piero en noviembre y la posterior dimisión en febrero del entrenador Marcello Lippi, quien fue sustituido por Carlo Ancelotti. El conjunto bianconero finalizó sexto en Serie A y no logró clasificarse para la Champions League y tuvo que disputar un partido de desempate ante el Udinese para poder disputar la Copa de la UEFA. La Juve perdió ese encuentro, por lo que jugó la Copa Intertoto la campaña siguiente. En Champions League fue eliminada en semifinales por el Manchester United. En el partido de vuelta de dicha eliminatoria Inzaghi anotó un doblete en diez minutos, pero el United logró remontar y ganar finalmente 3-2 en Delle Alpi. En total Inzaghi marcó seis goles en la máxima competición europea.
Inzaghi empezó el curso 1999/00 siendo un jugador clave en la conquista de la Intertoto, anotando cinco goles ante el F.C. Rostov en semifinales y dos tantos en la final ante el Rennes.

### Associazione Calcio Milan (2001-2012)
En el verano de 2001 fue adquirido por el AC Milan a cambio de 40 millones de liras más la cesión de Cristian Zenoni al club bianconero.

#### Primer cetro europeo
En la temporada 2002/03 anotó 17 goles en 30 partidos, formando una de las mejores duplas de ataque del fútbol europeo junto con Andriy Shevchenko. Destacó su actuación en Liga de Campeones donde consiguió marcar 10 tantos, solamente superado por los 12 del delantero neerlandés del Manchester United Ruud van Nistelrooy. En la final de Old Trafford disputó los 90 minutos y su equipo vencería a la Juventus en la tanda de penaltis.
El 31 de mayo anotó el segundo y definitivo tanto en la vuelta de la final de Coppa, en la que se impondría el Milan en el cómputo global por 6-3 a la AS Roma.

#### Dos años desapercibido
La temporada siguiente comenzó con la victoria del Milan por un gol a cero ante el Oporto en el Stade Louis II de Mónaco, conquistando así su primera Supercopa de Europa. Sin embargo, una serie de lesiones en la columna vertebral, rodilla, codo y sobre todo en el tobillo hizo que solo disputase 43 partidos en dos temporadas. No pudo disputar la final de la Liga de Campeones 2004-05 en Estambul frente al Liverpool que el Milan perdió por penales tras desaprovechar una ventaja de 3-0. A pesar de ello, sumó un nuevo título de liga a su palmarés.

#### 2006-2010: Resurgimiento

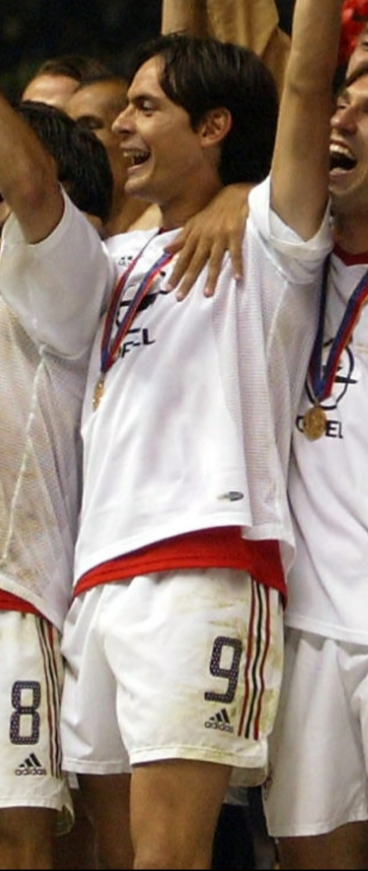
Filippo Inzaghi en el AC Milan.

Filippo protagonizó en 2006 un final de temporada espectacular, anotando 12 goles en liga y 4 en Champions. Debido a su buena campaña, fue convocado por el seleccionador italiano Marcello Lippi para disputar el Mundial 2006. Aunque solo disputó 33 minutos ante la República Checa le bastaron para anotar un gol. La Selección italiana logró el campeonato del mundo en Alemania 2006.
Tuvo una gran actuación con dos goles en la final de la Champions League que enfrentó al Liverpool FC con AC Milan, imponiéndose este último como campeón europeo por séptima vez. Fue nombrado el mejor delantero del mundo en 2007, el mejor delantero italiano, el jugador más valioso de la Champions League, el mejor jugador de la final de la Champions; que junto a los títulos de la Serie A, la Copa D'Italia, y el Mundial 2006, hicieron que a la edad de 34 años tuviera su mejor momento futbolístico.
El 4 de diciembre del 2007, frente al Celtic superó el récord de 62 goles de Gerd Müller, anotando su gol número 63 en competiciones europeas.
El fin de semana del 15 de marzo de 2009, con el doblete conseguido ante el Siena, Inzaghi llegó a los 300 goles.

#### Temporada 2010/11: Récord y lesión

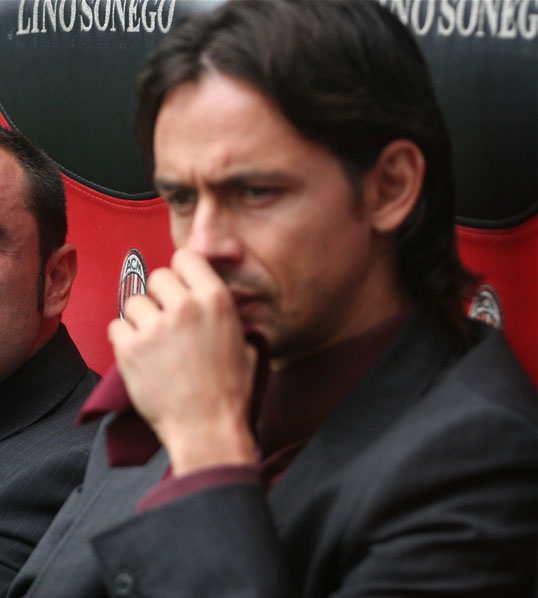
Filippo Inzaghi

Inzaghi comenzó la temporada 2010/11 anotando uno de los cuatro tantos de su equipo ante el Lecce en la primera jornada de Serie A. Antes del enfrentamiento entre el AC Milan y el Real Madrid en la Liga de Campeones, se le preguntó a José Mourinho (entrenador del Real Madrid) quien era el jugador del Milan que más le preocupaba. Sin dudarlo respondió al instante que Inzaghi, muchos pensaron que lo dijo de forma sarcástica pues Inzaghi en ese momento ya contaba con 37 años de edad y no solía ser titular. El 3 de noviembre de 2010, superó a Raúl como máximo goleador en competiciones europeas (incluyendo la Copa Intertoto) tras anotar un doblete ante el Real Madrid en Milán, estableciendo la marca en 70 tantos. Una semana más tarde sufrió una grave lesión en el ligamento cruzado anterior de la rodilla izquierda que le hizo perderse el resto de la temporada.
Tras el empate del Milan ante la Roma a falta de dos jornadas para el final del campeonato liguero, Pippo añadió su tercer Scudetto a su palmarés. El 18 de mayo de 2011, el Milan anunció la prolongación del contrato de Inzaghi hasta el 30 de junio de 2012.

#### Última temporada en el Milan y retiro
El 11 de mayo de 2012, Inzaghi anunció que no renovaría su contrato con el Milan, poniendo fin a 11 años en el club lombardo. Disputó su tricentésimo y último encuentro con la elástica rossonera el 13 de mayo en el partido correspondiente a la última jornada de la Serie A, anotando el gol que culminaba la remontada de su equipo en San Siro ante el Novara. Dicho partido también fue la despedida de mitos del club como Gennaro Gattuso, Alessandro Nesta, Clarence Seedorf y Gianluca Zambrotta.
Tras su salida del Milan se barajaron varias posibilidades para su futuro futbolístico: se rumoreó una posible llegada a Estados Unidos. Estuvo cerca de fichar por el Granada Club de Fútbol de la Liga española, y hasta un intermediario lo ofreció, a mediados de 2012, al Newell's Old Boys de Argentina, equipo donde tuvieron su paso jugadores icónicos como Diego Armando Maradona y Ariel Ortega, dirigido en aquel entonces por Gerardo Martino, aunque finalmente el Tata rechazó el ofrecimiento.
Finalmente el 24 de julio confirmó su retirada del fútbol en activo.

## Trayectoria como entrenador

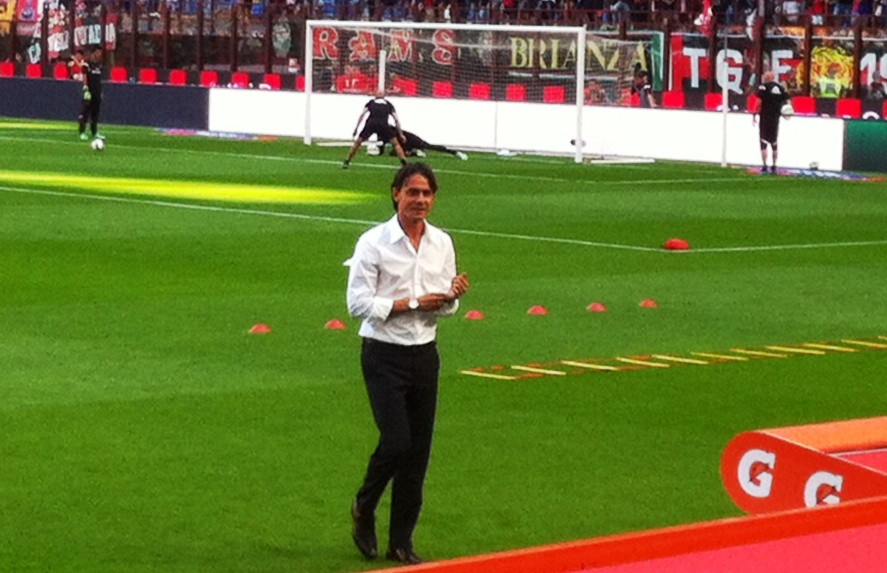
Filippo Inzaghi

Después de colgar las botas, pasó a hacerse cargo de los juveniles del Milan.
El 9 de junio de 2014, fue anunciado como nuevo entrenador de primer equipo del Milan. Llevó al equipo rossonero al 10.º puesto en la Serie A, y fue despedido el 4 de junio de 2015.
El 7 de junio de 2016, se convirtió en el nuevo técnico del Venezia Football Club. Dejó el club tras dos temporadas, habiéndolo ascendido a la Serie B.
El 13 de junio de 2018, se incorporó al Bologna Football Club 1909. Sin embargo, fue despedido el 28 de enero de 2019, con el equipo italiano ocupando puestos de descenso.
El 22 de junio de 2019, firmó un contrato con el Benevento Calcio. Logró ascender a la Serie A en su primera temporada al mando del equipo de la Campania, pero no pudo obtener la permanencia en la élite.
El 9 de junio de 2021, sustituyó a Pep Clotet en el Brescia Calcio. El 23 de marzo de 2022, tras encadenar 4 partidos consecutivos sin ganar, fue destituido, dejando al equipo italiano como 5.º clasificado en la Serie B.
El 12 de julio de 2022, fue nombrado nuevo entrenador del Reggina 1914 de la Serie B. Después de guiar al equipo a un lugar en los playoffs de promoción, fue liberado junto con todos los jugadores y el personal por los problemas financieros del club.
El 10 de octubre de 2023, fue anunciado como entrenador del Salernitana.El 11 de febrero de 2024, fue despedido de su cargo luego de una serie de malos resultados.
El 3 de julio de 2024, asumió como técnico del Pisa. El 4 de mayo de 2025, logró el ascenso a la Serie A con dos jornadas de anticipación y devolvió a los toscanos a la máxima categoría después de 34 años. No obstante, el 15 de junio, se anunció su salida del cargo de "mutuo acuerdo" con la directiva del club.
El 17 de junio de 2025, fue confirmado como técnico del Palermo.

## Selección nacional
Ha sido internacional con la selección de fútbol de Italia en 57 ocasiones y ha marcado 25 goles.

### Participaciones en Copas del Mundo
| Mundial                        | Sede                   | Resultado              | Partidos | Goles | Prom. |
| ------------------------------ | ---------------------- | ---------------------- | -------- | ----- | ----- |
| Copa Mundial de Fútbol de 1998 | Francia                | Cuartos de final       | 2        | 0     | 0.00  |
| Copa Mundial de Fútbol de 2002 | Corea del Sur y Japón  | Octavos de final       | 2        | 0     | 0.00  |
| Copa Mundial de Fútbol de 2006 | Alemania               | Campeón                | 1        | 1     | 1.00  |
| Total en fases finales         | Total en fases finales | Total en fases finales | 5        | 1     | 0,20  |

### Participaciones en Eurocopas
| Eurocopa      | Sede                   | Resultado  | Partidos | Goles | Prom. |
| ------------- | ---------------------- | ---------- | -------- | ----- | ----- |
| Eurocopa 2000 | Bélgica y Países Bajos | Subcampeón | 4        | 2     | 0.50  |

## Estadísticas

### Como jugador
| Club                   | Temporada           | Liga  | Liga  | Copa nacional | Copa nacional | Copa internacional | Copa internacional | Total | Total |
| Club                   | Temporada           | Part. | Goles | Part.         | Goles         | Part.              | Goles              | Part. | Goles |
| ---------------------- | ------------------- | ----- | ----- | ------------- | ------------- | ------------------ | ------------------ | ----- | ----- |
| Piacenza · Italia      | 1991-92             | 2     | 0     | —             | —             | —                  | —                  | 2     | 0     |
| Piacenza · Italia      | 1994-95             | 37    | 11    | —             | —             | —                  | —                  | 37    | 15    |
| Piacenza · Italia      | Total               | 39    | 11    | —             | —             | —                  | —                  | 39    | 15    |
| Albinoleffe · Italia   | 1992-93             | 21    | 1     | —             | —             | —                  | —                  | 21    | 13    |
| Albinoleffe · Italia   | Total               | 21    | 1     | —             | —             | —                  | —                  | 21    | 13    |
| Hellas Verona · Italia | 1993-94             | 43    | 32    | —             | —             | —                  | —                  | 36    | 13    |
| Hellas Verona · Italia | Total               | 43    | 32    | —             | —             | —                  | —                  | 36    | 13    |
| Parma · Italia         | 1995-96             | 15    | 2     | —             | —             | 4                  | 2                  | 19    | 4     |
| Parma · Italia         | Total               | 15    | 2     | —             | —             | 4                  | 2                  | 19    | 4     |
| Atalanta · Italia      | 1996-97             | 33    | 24    | 1             | 0             | 6                  | 0                  | 40    | 24    |
| Atalanta · Italia      | Total               | 33    | 24    | 1             | 0             | 6                  | 0                  | 40    | 24    |
| Juventus · Italia      | 1997-98             | 31    | 18    | 5             | 3             | 10                 | 6                  | 46    | 27    |
| Juventus · Italia      | 1998-99             | 30    | 14    | 2             | 0             | 10                 | 6                  | 42    | 20    |
| Juventus · Italia      | 1999-00             | 33    | 15    | 2             | 1             | 8                  | 10                 | 43    | 26    |
| Juventus · Italia      | 2000-01             | 28    | 11    | —             | —             | 6                  | 5                  | 34    | 16    |
| Juventus · Italia      | Total               | 122   | 58    | 9             | 4             | 34                 | 27                 | 165   | 89    |
| AC Milan · Italia      |                     |       |       |               |               |                    |                    |       |       |
| 2001-02                | 20                  | 10    | 1     | 2             | 7             | 4                  | 28                 | 16    |       |
| 2002-03                | 30                  | 17    | 3     | 1             | 16            | 12                 | 49                 | 30    |       |
| 2003-04                | 14                  | 3     | 3     | 2             | 11            | 2                  | 28                 | 7     |       |
| 2004-05                | 11                  | 0     | 2     | 0             | 2             | 1                  | 15                 | 1     |       |
| 2005-06                | 23                  | 12    | 2     | 1             | 6             | 4                  | 31                 | 17    |       |
| 2006-07                | 20                  | 2     | 5     | 3             | 12            | 6                  | 37                 | 11    |       |
| 2007-08                | 21                  | 11    | —     | —             | 8             | 7                  | 29                 | 18    |       |
| 2008-09                | 26                  | 13    | —     | —             | 6             | 3                  | 32                 | 16    |       |
| 2009-10                | 24                  | 2     | 2     | 1             | 7             | 3                  | 33                 | 6     |       |
| 2010-11                | 6                   | 2     | —     | —             | 3             | 2                  | 9                  | 4     |       |
| 2011-12                | 7                   | 1     | 2     | 0             | —             | —                  | 9                  | 1     |       |
| Total                  | 202                 | 73    | 20    | 10            | 78            | 44                 | 300                | 127   |       |
| Total en su carrera    | Total en su carrera | 468   | 198   | 30            | 14            | 122                | 73                 | 620   | 286   |

### Resumen estadístico
| Competición           | Partidos | Goles | Promedio |
| --------------------- | -------- | ----- | -------- |
| Liga                  | 468      | 198   | 0.42     |
| Copas nacionales      | 30       | 14    | 0.47     |
| Copas internacionales | 122      | 73    | 0.6      |
| Selección absoluta    | 57       | 25    | 0.44     |
| Total                 | 677      | 316   | 0.47     |

### Como entrenador
| Equipo                | Div.                | Temporada           | Liga  | Liga | Liga | Liga | Liga |       | Copa | Copa | Copa | Copa  |   | Internacional | Internacional | Internacional | Internacional | Internacional |   | Otros | Otros | Otros | Otros |     | Totales     | Totales | Totales | Totales | Totales | Totales | Totales | Totales |
| Equipo                | Div.                | Temporada           | Part. | G    | E    | P    | Pos. | Part. | G    | E    | P    | Part. | G | E             | P             | Pos.          | Part.         | G             | E | P     | Part. | G     | E     | P   | Rendimiento | GF      | GC      | Dif.    |         |         |         |         |
| --------------------- | ------------------- | ------------------- | ----- | ---- | ---- | ---- | ---- | ----- | ---- | ---- | ---- | ----- | - | ------------- | ------------- | ------------- | ------------- | ------------- | - | ----- | ----- | ----- | ----- | --- | ----------- | ------- | ------- | ------- | ------- | ------- | ------- | ------- |
| AC Milan · Italia     | 1.ª                 | 2014-15             | 38    | 13   | 13   | 12   | 10.º | 2     | 1    | 0    | 1    | -     | - | -             | -             | -             | -             | -             | - | -     | 40    | 14    | 13    | 13  | 45.83%      | 58      | 52      | +6      |         |         |         |         |
| AC Milan · Italia     | Total               | Total               | 38    | 13   | 13   | 12   | -    | 2     | 1    | 0    | 1    | -     | - | -             | -             | -             | -             | -             | - | -     | 40    | 14    | 13    | 13  | 45.83%      | 58      | 52      | +6      |         |         |         |         |
| Venezia · Italia      | 3.ª                 | 2016-17             | 38    | 23   | 11   | 4    | 1.º  | 9     | 5    | 3    | 1    | -     | - | -             | -             | -             | 2             | 1             | 0 | 1     | 49    | 29    | 14    | 6   | 68.7%       | 77      | 42      | +35     |         |         |         |         |
| Venezia · Italia      | 2.ª                 | 2017-18             | 42    | 17   | 16   | 9    | 5.º  | 1     | 0    | 0    | 1    | -     | - | -             | -             | -             | 3             | 1             | 1 | 1     | 46    | 18    | 17    | 11  | 51.45%      | 61      | 46      | +15     |         |         |         |         |
| Venezia · Italia      | Total               | Total               | 80    | 40   | 27   | 13   | -    | 10    | 5    | 3    | 2    | -     | - | -             | -             | -             | 5             | 2             | 1 | 2     | 95    | 47    | 31    | 17  | 60.35%      | 138     | 88      | +50     |         |         |         |         |
| Bologna · Italia      | 1.ª                 | 2018-19             | 21    | 2    | 8    | 11   | Inc. | 3     | 2    | 0    | 1    | -     | - | -             | -             | -             | -             | -             | - | -     | 24    | 4     | 8     | 12  | 27.78%      | 21      | 36      | -15     |         |         |         |         |
| Bologna · Italia      | Total               | Total               | 21    | 2    | 8    | 11   | -    | 3     | 2    | 0    | 1    | -     | - | -             | -             | -             | -             | -             | - | -     | 24    | 4     | 8     | 12  | 27.78%      | 21      | 36      | -15     |         |         |         |         |
| Benevento · Italia    | 2.ª                 | 2019-20             | 38    | 26   | 8    | 4    | 1.º  | 1     | 0    | 0    | 1    | -     | - | -             | -             | -             | -             | -             | - | -     | 39    | 26    | 8     | 5   | 73.51%      | 70      | 31      | +39     |         |         |         |         |
| Benevento · Italia    | 1.ª                 | 2020-21             | 38    | 7    | 12   | 19   | 18.º | 1     | 0    | 0    | 1    | -     | - | -             | -             | -             | -             | -             | - | -     | 39    | 7     | 12    | 20  | 28.21%      | 42      | 79      | -37     |         |         |         |         |
| Benevento · Italia    | Total               | Total               | 76    | 33   | 20   | 23   | -    | 2     | 0    | 0    | 2    | -     | - | -             | -             | -             | -             | -             | - | -     | 78    | 33    | 20    | 25  | 50.86%      | 112     | 110     | +2      |         |         |         |         |
| Brescia · Italia      | 2.ª                 | 2021-22             | 31    | 14   | 12   | 5    | Inc. | 1     | 0    | 1    | 0    | -     | - | -             | -             | -             | -             | -             | - | -     | 32    | 14    | 13    | 5   | 57.29%      | 50      | 34      | +16     |         |         |         |         |
| Brescia · Italia      | Total               | Total               | 31    | 14   | 12   | 5    | -    | 1     | 0    | 1    | 0    | -     | - | -             | -             | -             | -             | -             | - | -     | 32    | 14    | 13    | 5   | 57.29%      | 50      | 34      | +16     |         |         |         |         |
| Reggina 1914 · Italia | 2.ª                 | 2022-23             | 38    | 17   | 4    | 17   | 7.º  | 1     | 0    | 0    | 1    | -     | - | -             | -             | -             | 1             | 0             | 0 | 1     | 40    | 17    | 4     | 19  | 45.83%      | 49      | 47      | +2      |         |         |         |         |
| Reggina 1914 · Italia | Total               | Total               | 38    | 17   | 4    | 17   | -    | 1     | 0    | 0    | 1    | -     | - | -             | -             | -             | 1             | 0             | 0 | 1     | 40    | 17    | 4     | 19  | 45.83%      | 49      | 47      | +2      |         |         |         |         |
| Salernitana · Italia  | 1.ª                 | 2023-24             | 16    | 2    | 4    | 10   | Inc. | 2     | 1    | 0    | 1    | -     | - | -             | -             | -             | -             | -             | - | -     | 18    | 3     | 4     | 11  | 24.08%      | 21      | 36      | -15     |         |         |         |         |
| Salernitana · Italia  | Total               | Total               | 16    | 2    | 4    | 10   | -    | 2     | 1    | 0    | 1    | -     | - | -             | -             | -             | -             | -             | - | -     | 18    | 3     | 4     | 11  | 24.08%      | 21      | 36      | -15     |         |         |         |         |
| Pisa · Italia         | 2.ª                 | 2024-25             | 38    | 22   | 8    | 8    | 2.º  | 2     | 1    | 0    | 1    | -     | - | -             | -             | -             | -             | -             | - | -     | 40    | 23    | 8     | 9   | 64.17%      | 67      | 37      | +30     |         |         |         |         |
| Pisa · Italia         | Total               | Total               | 38    | 22   | 8    | 8    | -    | 2     | 1    | 0    | 1    | -     | - | -             | -             | -             | -             | -             | - | -     | 40    | 23    | 8     | 9   | 64.17%      | 67      | 37      | +30     |         |         |         |         |
| Palermo · Italia      | 2.ª                 | 2025-26             | 0     | 0    | 0    | 0    | -    | 0     | 0    | 0    | 0    | -     | - | -             | -             | -             | -             | -             | - | -     | 0     | 0     | 0     | 0   | 0%          | 0       | 0       | +0      |         |         |         |         |
| Palermo · Italia      | Total               | Total               | 0     | 0    | 0    | 0    | -    | 0     | 0    | 0    | 0    | -     | - | -             | -             | -             | -             | -             | - | -     | 0     | 0     | 0     | 0   | 0%          | 0       | 0       | +0      |         |         |         |         |
| Total en su carrera   | Total en su carrera | Total en su carrera | 338   | 143  | 96   | 99   | -    | 23    | 10   | 4    | 9    | -     | - | -             | -             | -             | 6             | 2             | 1 | 3     | 367   | 155   | 101   | 111 | 51.4%       | 516     | 440     | +76     |         |         |         |         |
| 1. 2.                 |                     |                     |       |      |      |      |      |       |      |      |      |       |   |               |               |               |               |               |   |       |       |       |       |     |             |         |         |         |         |         |         |         |

#### Resumen por competiciones
| Competición          | Partidos | Ganados | Empatados | Perdidos | %      | Resultado        |
| -------------------- | -------- | ------- | --------- | -------- | ------ | ---------------- |
| Serie C              | 38       | 23      | 11        | 4        | 70.18% | Campeón          |
| Serie B              | 191      | 97      | 49        | 45       | 59.34% | Campeón          |
| Serie A              | 113      | 24      | 37        | 52       | 32.15% | 10.º lugar       |
| Copa Italia Serie C  | 9        | 5       | 3         | 1        | 66.67% | Campeón          |
| Copa Italia          | 14       | 5       | 1         | 8        | 38.09% | Cuartos de final |
| Supercopa de Serie C | 2        | 1       | 0         | 1        | 50%    | Fase de grupos   |
| TOTAL                | 367      | 155     | 101       | 111      | 51.4%  | 3 Títulos        |

## Palmarés

### Como jugador

#### Campeonatos nacionales
| Título              | Equipo   | País   | Año  |
| ------------------- | -------- | ------ | ---- |
| Supercopa de Italia | Juventus | Italia | 1997 |
| Serie A             | Juventus | Italia | 1998 |
| Copa Italia         | AC Milan | Italia | 2003 |
| Serie A             | AC Milan | Italia | 2004 |
| Supercopa de Italia | AC Milan | Italia | 2004 |
| Serie A             | AC Milan | Italia | 2011 |
| Supercopa de Italia | AC Milan | Italia | 2011 |

#### Copas internacionales
| Título                       | Equipo (*)                 | Sede        | Año  |
| ---------------------------- | -------------------------- | ----------- | ---- |
| Eurocopa Sub-21              | Selección de Italia Sub-21 | Montpellier | 1994 |
| Copa Mundial de Fútbol       | Selección de Italia        | Berlín      | 2006 |
| Copa Intertoto de la UEFA    | Juventus                   | Cesena      | 1999 |
| Liga de Campeones de la UEFA | AC Milan                   | Mánchester  | 2003 |
| Supercopa de Europa          | AC Milan                   | Mónaco      | 2003 |
| Liga de Campeones de la UEFA | AC Milan                   | Atenas      | 2007 |
| Supercopa de Europa          | AC Milan                   | Mónaco      | 2007 |
| Mundial de Clubes            | AC Milan                   | Yokohama    | 2007 |

### Como entrenador
| Título              | Equipo    | Sede   | Año  |
| ------------------- | --------- | ------ | ---- |
| Serie C             | Venezia   | Italia | 2017 |
| Copa Italia Serie C | Venezia   | Italia | 2017 |
| Serie B             | Benevento | Italia | 2020 |

### Distinciones individuales
| Distinción                                              | Año  |
| ------------------------------------------------------- | ---- |
| Óscar del Calcio como Mejor Futbolista Joven de Italia  | 1997 |
| Capocannoniere de la Serie A (24 goles)                 | 1997 |
| Jugador más valioso de la Final de la Liga de Campeones | 2007 |